# Kurama
Kurama is een geslacht van vlinders van de familie eenstaartjes (Drepanidae), uit de onderfamilie Thyatirinae.

## Soorten
- K. galbanus (Tutt, 1891)
- K. mirabilis (Butler, 1879)